# خطوط نازكا
خطوط نازكا هي سلسلة من النقوش الصخرية القديمة (جيوغليف) التي تقع في صحراء نازكا في جنوب بيرو، اعتبرها اليونسكو موقعًا للتراث العالمي في عام 1994، وتمتد على الهضبة القاحلة لأكثر من 80 كيلومتر بين بلدتي نازكا وبالبا على مسافة 400 كم جنوب ليما. وتمثل أشكال لحيوانات، ويعتقد أنها تعود لحضارة نازكا بين عامي 400 و 650 م.
أكبرها يمتد لمسافة 200 متر، ويعتقد العلماء أنها نحتت لأغراض دينية. وبسبب المناخ الجاف، لم تختف تلك النقوشات عبر الزمن.

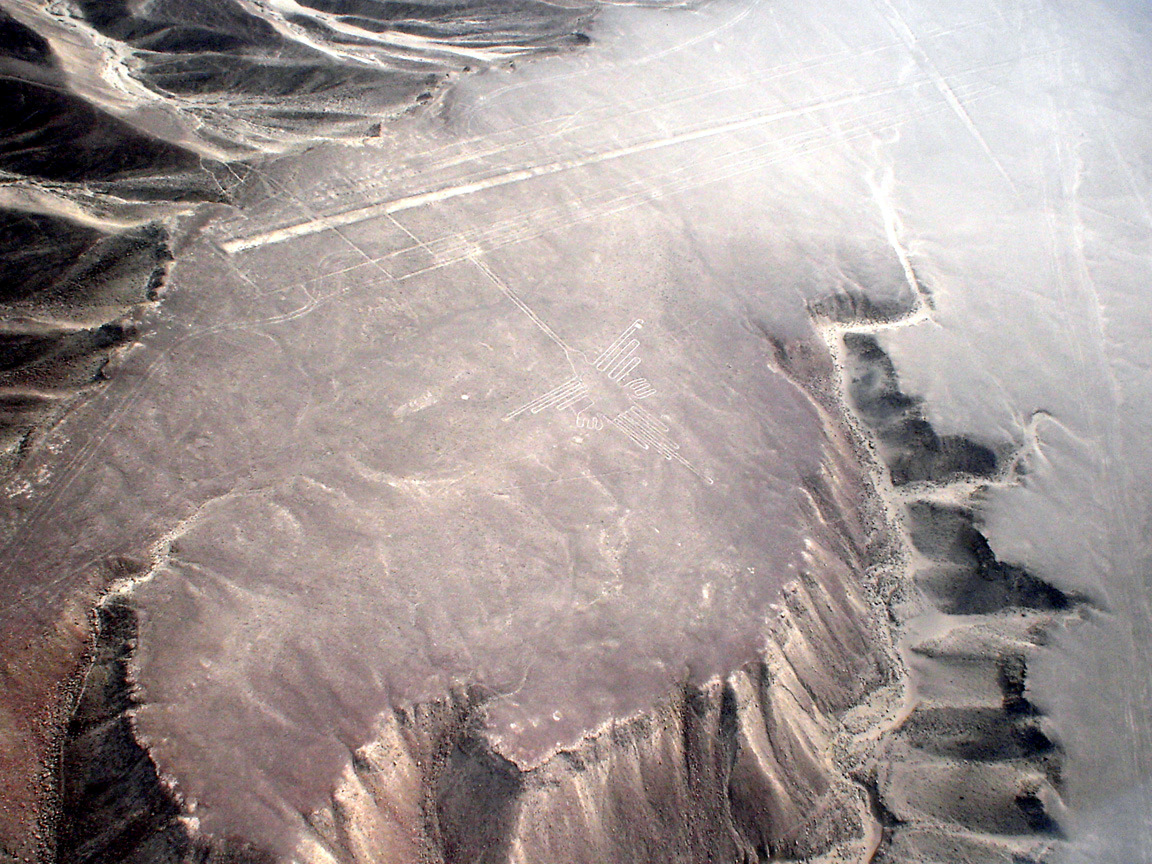
الطائر الطنان
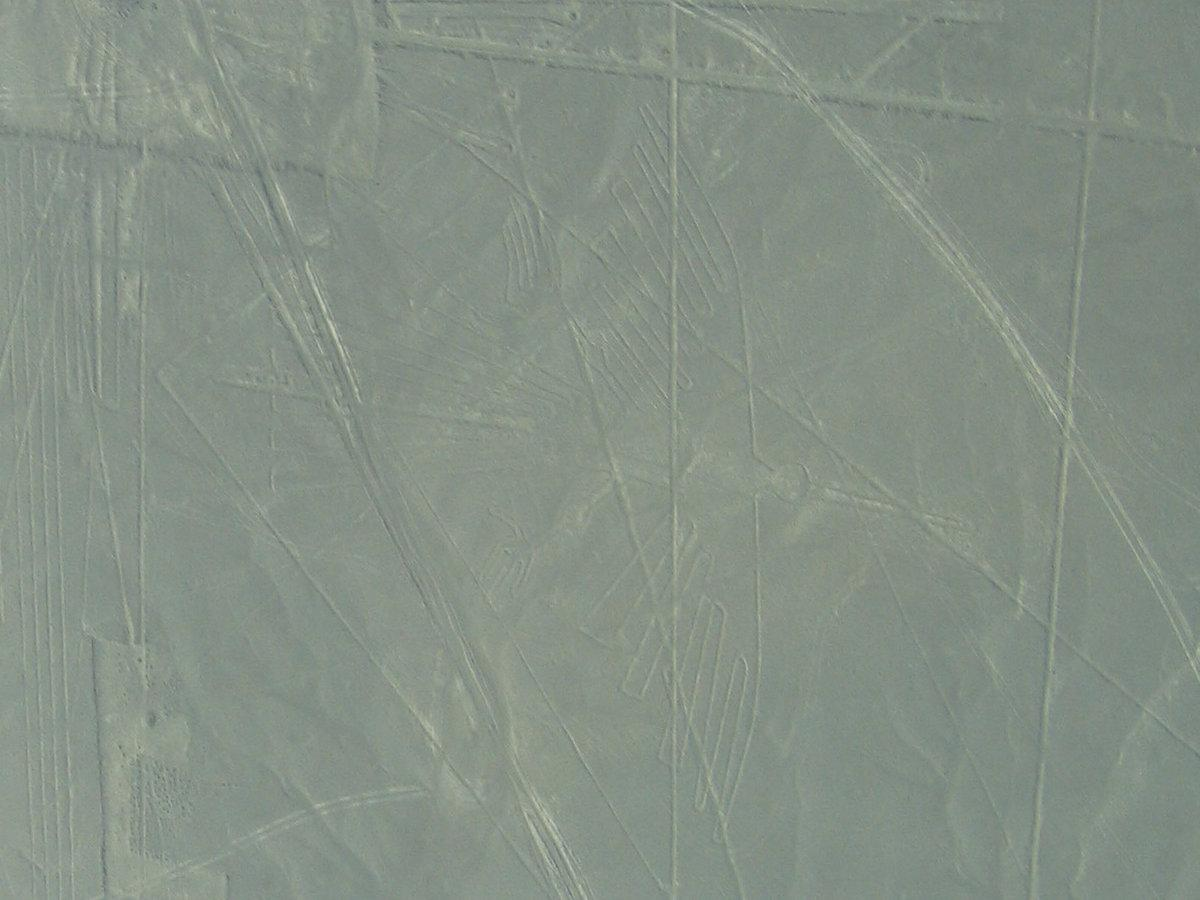
نسر الكندور الأمريكي
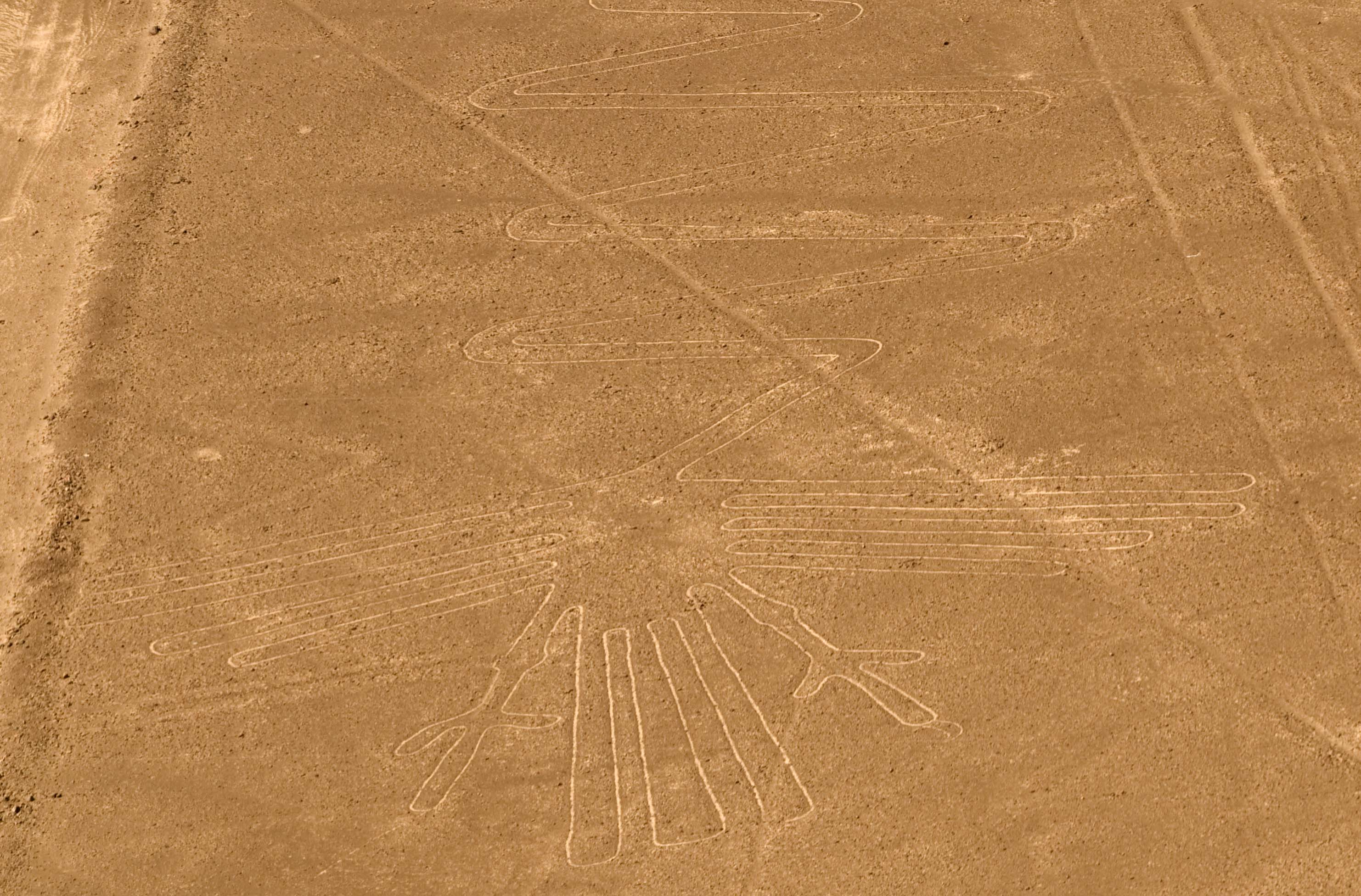
البلشون
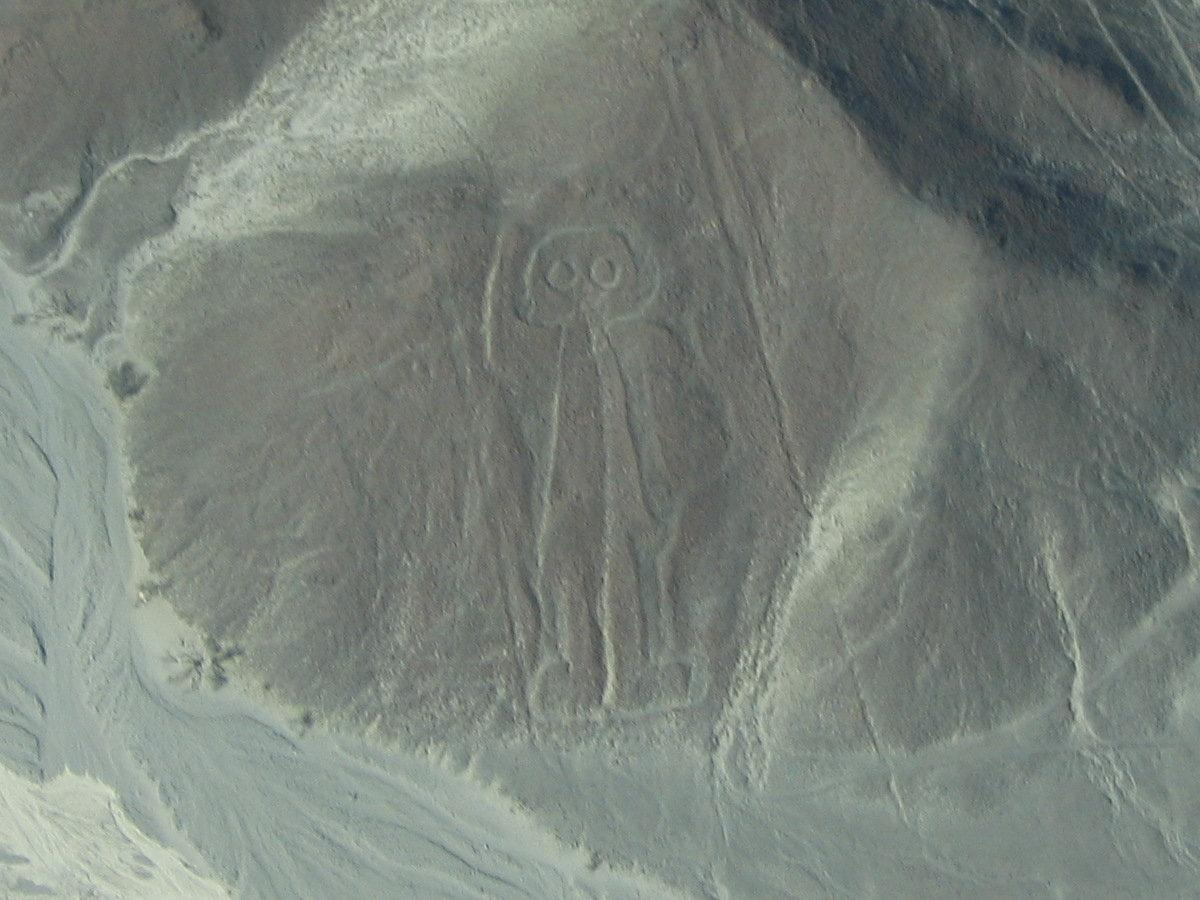
رجل فضاء
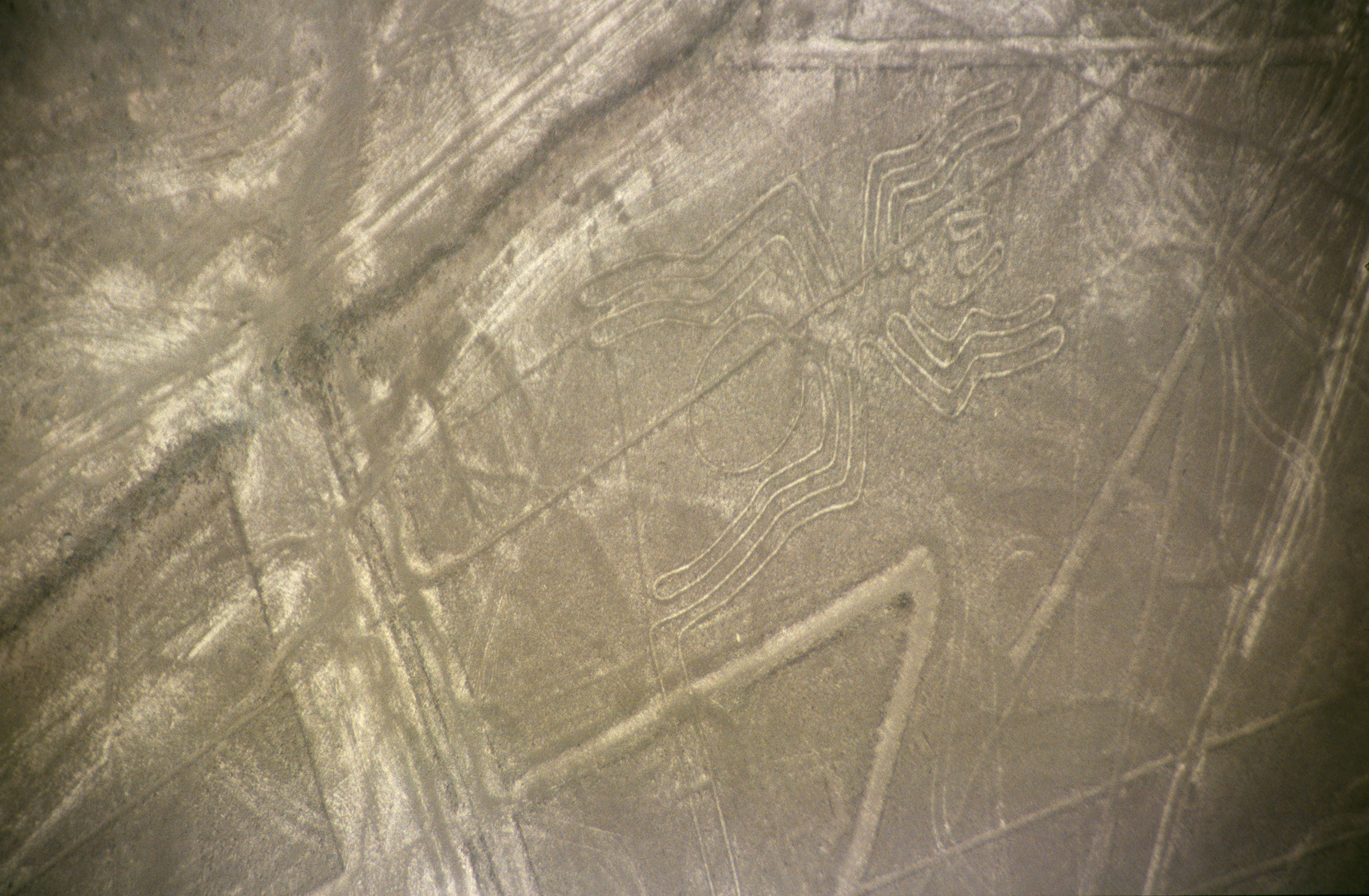
العنكبوت
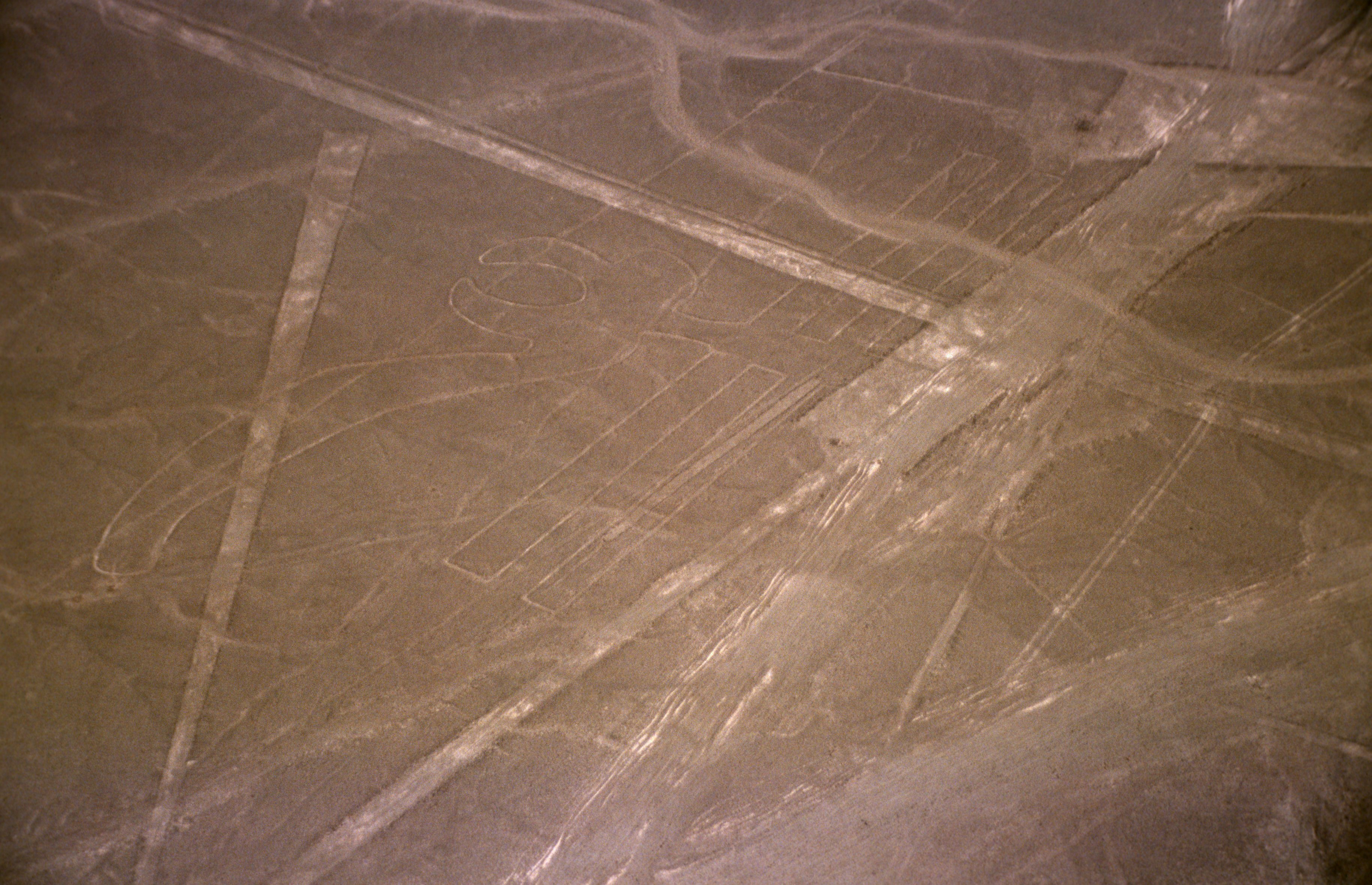
الببغاء
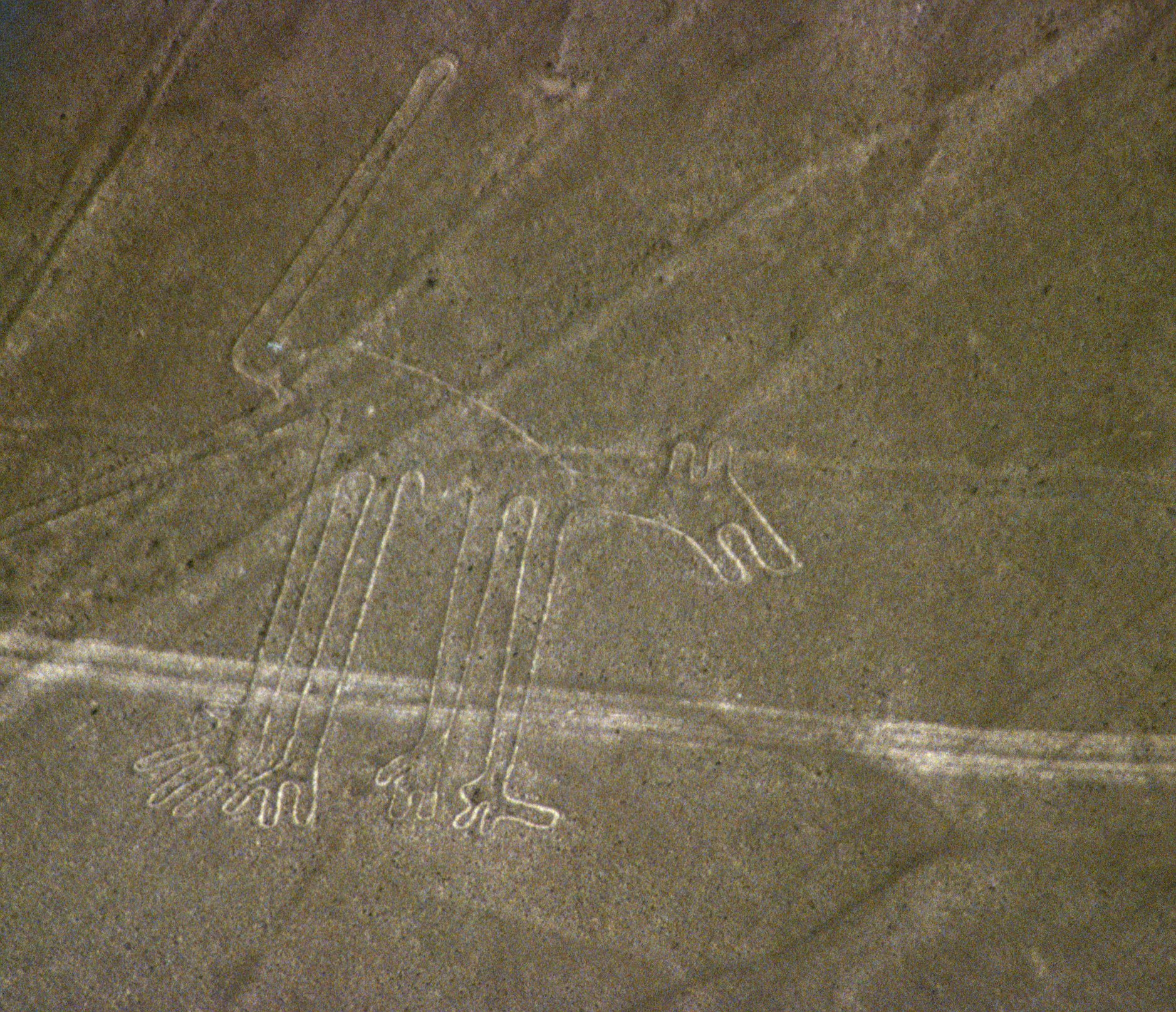
الكلب
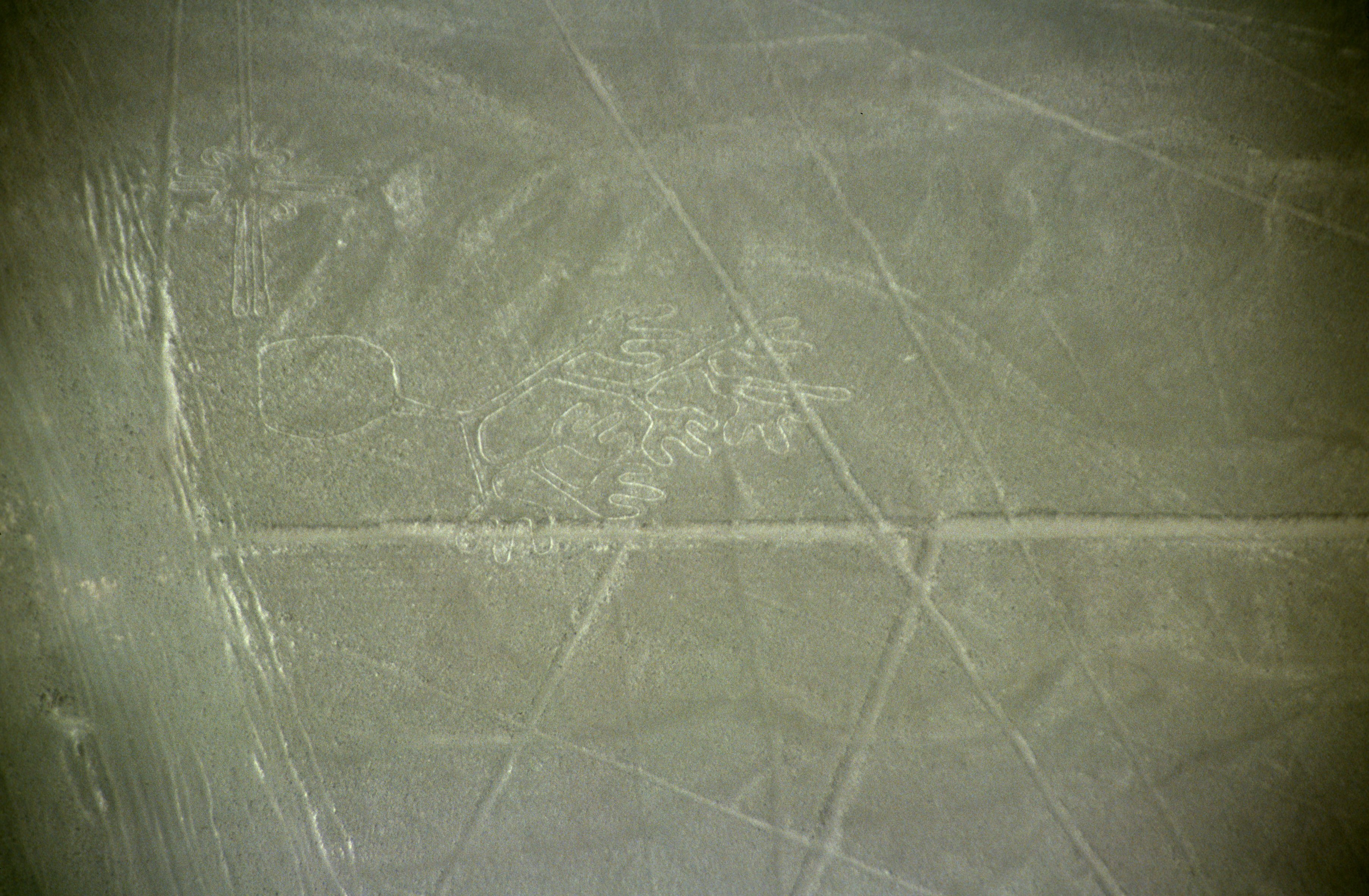
أيدي
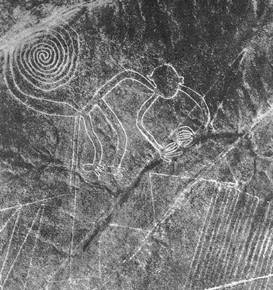
القرد

## وصلات خارجية
- Nazca lines على مشروع الدليل المفتوح